# Анисимов, Юлиан Павлович
Юлиан Павлович Анисимов (9 (21) июня 1886, Москва ― 11 мая 1940) ― поэт Серебряного века, переводчик, искусствовед.

## Биография
Родился в семье военного инженера, по материнской линии внук историка-слависта А. Ф. Гильфердинга. Прадед был директором дипломатической канцелярии при наместнике Царства Польского. Крещён в Елоховском Богоявленском соборе.
Первоначально получил домашнее образование, затем окончил 6 классов гимназии. В 1907 году на средства отца поехал в Париж, Италию, посещал лекции в Сорбонне, брал уроки живописи у Анри Матисса. Вернувшись в Россию, в 1910 году поступил в Строгановское училище, но долго не мог учиться из-за открывшегося туберкулёза.
В 1911 году женился на поэтессе и переводчице Вере Оскаровне Станевич (1890—1967), активном члене мусагетовского кружка, впоследствии руководителе антропософских групп, переводчице Шарлотты Бронте, Герберта Уэллса, А. Конан-Дойла, Джека Лондона, Жюль Верна («Таинственный остров»), Э. М. Ремарка («Чёрный обелиск») и др.
Организовал литературный кружок «Сердарда», куда вошли Б. Л. Пастернак, С. Н. Дурылин, Б. А. Садовской, К. Г. Локс и другие.
Симпатизировал эсерам, в 1907, 1910 и 1911 гг. подвергался кратковременным арестам.
В 1910—1911 гг. благодаря стараниям Ю. Анисимова организуется литературный кружок «Молодой Мусагет» (секретарь А. М. Кожебаткин), участники которого собирались в мастерской скульптора К. Ф. Крафта. Частыми гостями там были Пастернак и Цветаева.
Кружок создаёт издательство «Мусагет» (секретарь издательства В. Ф. Ахрамович (Ашмарин). Позже вместе с Б. Пастернаком, Н. Асеевым и С. Дурылиным Анисимов организовал издательство «Лирика». В апреле 1913 года выходит альманах «Лирика», где были опубликованы стихи Ю. Анисимова, Н. Асеева, С. Боброва, Б. Пастернака, С. Дурылина, С. Рубановича и В. Станевич.

## Творчество

Книга стихов Юлиана Анисимова «Обитель».1913

Под влиянием жены Веры Станевич Анисимов увлёкся антропософией, перевёл трактат Я. Бёме «О троякой жизни человека», несколько стихотворений немецкого поэта Х. Моргенштерна.
Подготовил к изданию книгу стихов «Ветер» (1916), но она так и не вышла. Вёрстка книги хранится в РГАЛИ.
Первая стихотворная публикация ― стихотворение «Стихи мои, нежные гости…» в «Современнике» (1912). Дальнейшие публикации в сборнике «Лирика» (1913), тогда же выходит первая книга «Обитель», проникнутая религиозным мироощущением и православной духовностью. В рецензии на книгу С. Бобров писал: «Внутреннюю жизнь книги составляет духовное смирение, религиозное приятие меча слез как бесценного и радостного Божьего дара». Тепло отнёсся к книге и Н. Асеев: «Верой спокойной и ясной веет от этих чистых стихов». В. Я. Брюсов, однако, встретил стихи с иронией.
Второй альманах «Лирики» предполагалось по предложению Анисимова посвятить немецкой поэзии, дав стихи Рильке, Р. Демеля, Р. Шаукаля, А. Момберта и других. Анисимов также намеревался выпустить в своём переводе книгу Рильке «Рассказы о Господе», сборник стихов Новалиса в переводе Г. Петникова и С. Боброва, книгу статей Б. Пастернака «Символизм и бессмертие». Ничего из задуманного осуществить не удалось. Анисимов лишь выпустил в своём переводе 24 стихотворения Рильке под названием «Книга часов» (часть «Часослова» Рильке). В предисловии Анисимов писал, что «отдает» свой переводческий труд «тем немногим, кто ценит Рильке не только как исключительного стихотворца и кто чувствует его значение для России». С. Н. Дурылин, откликнувшийся на книгу рецензией под псевдонимом Сергей Раевский, отметил: «Родная русская печаль и вера есть в стихах немецкого поэта, и оттого они дороги и милы, и близки».
В автобиографической повести «Охранная грамота» (1930) Б. Пастернак пишет, что это он познакомил Анисимова со стихами Рильке, которого Пастернак уже «предпочитал всем его современникам». Пастернак, по его словам, принес Анисимову книгу «Мне на праздник» («Mir zur Feier», 1899), подаренную некогда автором отцу Л. О. Пастернаку.
Товарищ Анисимова по поэтическому цеху иронизировал: «Сидя в изодранном кресле, Юлиан с карандашом в руках читал тоненькую книжечку в пестрой обложке и восхищался ею. То были стихотворения Рильке, потом его переводы из Рильке. (…) Юлиан любил Рильке, и мне кажется, удачно переводил его. Слушая эти переводы, я думал: „Еще одно усилие, и ты при помощи Рильке станешь настоящим поэтом“. Но этого не случилось, и так было суждено».
В 1926 году выходит третья книга стихов Ю. Анисимова «Земляное» с иллюстрированной обложкой Л. Бруни, в которой преобладают образы природы, ирония над новой жизнью и попытка определить судьбу своего поколения.
В дальнейшем занимался переводами, перевёл «Отелло» и «Венера и Адонис» Шекспира, написал искусствоведческие очерки о Ф. С. Рокотове и М. А. Врубеле.
В 1930-х годах переводил стихи американских негритянских поэтов («Африка в Америке: антология поэзии американских негров» и др.). Примером переводов Ю. Анисимова в 1930-е годы может служить стихотворение Лэнгстона Хьюза «Баллада о Ленине»

Русский товарищ Ленин,
Одет в гранит гробовой:
Подвинься, товарищ Ленин,
Я лягу рядом с тобой.
Иван я ― русский крестьянин,
Навозом покрыт сапог.
Мы вместе боролись, Ленин.
Я выполнил все, что мог.
— Лэнгстон Хьюз. Баллада о Ленине// Интернациональная литература, №1, 1936, с. 27
Похоронен на Донском кладбище (3 уч.).

## Современники о Юлиане Анисимове
Стихи Анисимову посвящали Б. Пастернак, С. Бобров. Сам Анисимов посвящал стихи композитору Б. Красину, ботанику Ф. Ненюкову, С. Дурылину, К. Локсу.
В автобиографическом очерке «Люди и положения» Б. Пастернак писал об Анисимове: «Хозяин, талантливейшее существо и человек большого вкуса, начитанный и
образованный, говоривший на нескольких иностранных языках свободно, как по-русски, сам воплощал собою поэзию в той степени, которая составляет очарование
любительства и при которой трудно быть ещё вдобавок творчески сильною
личностью, характером, из которого вырабатывается мастер. У нас были сходные
интересы, общие любимцы. Он мне очень нравился».
Приятель Анисимова поэт С. П. Бобров так отзывался о нём:
«Однажды нам надоели проповеди немогузнайства и всякого „помилос-помилос-помилос“’а! Надоели всерьёз. С нами был милый и способный пьянчуга Юлиан Анисимов, которого мы звали „Разобранный Велосипед“, — он какой-то старой шваброй марал странные стишки о пантеистическом Христосике, а другой рукой жарил на полотне под некую смесь Сапунова с Матиссом. Юлиан готов был хихикать с нами насчёт всякого деревянного лампадочного масла, ибо он действительно любил поэзию, но у него были друзья, которые тянули его обратно на эту свалку елейной кислятины. Однажды мы его спросили просто в лоб — как насчет Игоря Северянина? Он не выдержал и изобразил на своей личике презренье. Всё было кончено. Мы ушли от него широкими шагами по Малой Молчановке, издеваясь и проклиная. Пришел некий вечер, и мы втроем основали ЦЕНТРИФУГУ».
В 1914 году после ссоры Анисимова с Пастернаком, когда первый назвал стихи второго «аптекарским диалектом», издательство распалось. Позже, в 1916 году Б. Пастернак писал С. Боброву: «Прежде меня задевало то, что Юлиан мне глаза колол „отдаленными догадками“ о том, что не еврей ли я, раз у меня падежи и предлоги хромают (будто мы только падежам и предлогам только шеи свертывали). Меня задевало это, мне этого хватало на цельное ощущение, я, т. ск., мог этим тешиться (ты поймешь). Теперь бы мне этих догадок на рыжок не стало. Теперь, случись опять Юлиан с такой догадливостью, я бы ему предложил мои вещи на русский с моего собственного перевести».
После 1917 года Анисимов служил во Всероссийской коллегии по делам музеев при Наркомпросе, член коллегии подотдела провинциальной охраны Музейного отдела Главнауки Наркомпроса, (1918—1927), член комиссии по организации усадебных музеев (1919—1924), участвовал в создании музеев в Останкине, Архангельском, Ольгове, служил одним из хранителей Третьяковской галереи (1919—1931). Со второй половины 1920-х гг. сотрудник московской секции ГАИМК, сотрудник Академии истории материальной культуры. Жил на Малой Молчановке, дом 6, затем в Мёртвом переулке.
Творческое наследие Юлиана Анисимова хранится в ИМЛИ и РГАЛИ.

## Книги
- Обитель. Стихи. ― М., Альциона. 1913. С. 92
- Рильке Р. М. Книга часов. В переложении Ю. А. ― М., 1913
- Земляное. Стихи, М., 1926
- Ленгстон Хьюз. Здравствуй, революция! Сборник стихов. Сост. и переводы Ю. Анисимова. М., Гос. изд-во худ. лит-ры. ― М. 1933. С. 103
- Африка в Америке: антология поэзии американских негров. Сост. и переводы Ю. Анисимова. Под ред. С. Динамова. Худ. Л. Эппле. ― М., ГИХЛ, 1933. С. 107